# Koloman Bedeković Komorski
Koloman pl. Bedeković Komorski (Jalžabet, 13. listopada 1818. – Hinterbrühl, 10. listopada 1889.), hrvatski političar iz Unionističke stranke te hrvatski ban od 1871. do 1872. godine. 

## Rana politička karijera
Rođen je u staroj hrvatskoj plemićkoj obitelji Bedekovića Komorskih. Bio je saborski zastupnik Unionističke stranke. Godine 1867. imenovan je velikim županom Varaždinske županije, a 1868. imenovan je u hrvatsku regnikolarnu diputaciju koja je pregovarala o Hrvatsko-ugarskoj nagodbi. Po sklapanju Hrvatsko-ugarske nagodbe u Pešti je imenovan prvim hrvatskim ministrom.

## Banovanje
Nakon pada Levina Raucha, kralj je 26. siječnja 1871. imenovao Bedekovića banom. Njegovim zamjenikom postao je Mirko Šuhaj, koji je privremeno upravljao sa sva tri odjela u Zemaljskoj vladi. Bedeković je ublažio Bachov patent o tisku, nakon čega je Narodna stranka mogla u Zagrebu izdavati svoj list Obzor. 8. lipnja 1871. Hrvatskoj su pridruženi krajiški gradovi: Bjelovar, Senj, Ivanić i Sisak, te varaždinska Krajina, tj. križevačka i đurđevačka pukovnija, na čijem području je osnovana Bjelovarska županija.
Za njegova banovanja bili su raspisani izbori za Sabor, na kojima je pobjedu odnijela Narodna stranka. Kralj je sazvao Hrvatski sabor najprije za 1. lipnja, ali ga je zatim tri puta odgađao: najprije na 13. rujna, onda na 20. rujna, a napokon na 15. siječnja 1872. To je uzrujalo pobjedonosnu Narodnu stranku, te je ona 20. rujna izdala manifest. U tom "Rujanskom manifestu", koji su potpisala 54 zastupnika, kaže se da "se nagodba ne može smatrati pravovaljanom", jer je sklopljena "bez sudjelovanja većega dijela našega naroda", tj. bez Vojne krajine, koja je sudjelovala kod svih prijašnjih državo-pravnih rasprava. Po nagodbi je "autonomna vlada podvrgnuta uplivu ugarske vlade, pa i nije drugo, nego li samo odsjek ugarskog ministarstva; dokle god bude ban odvisan od ugarskoga ministra-predsjednika, dotle ne može biti govora o hrvatskoj autonomnoj vladi". Malo iza toga pokušao je Eugen Kvaternik dignuti bunu u Krajini. Pobuna je propala te je Kvaternik zajedno s ustanicima 11. listopada ubijen kod Rakovice. 
Prije nego što se sastao Sabor, imenovani su novi odjelni predstojnici u Zemaljskoj vladi. Nakon tri odgode, novoizabrani Sabor se sastao 15. siječnja 1872., a održane su bile samo tri saborske sjednice. Ivan Mažuranić izabran je za predsjednika. Na trećem zasjedanju, 19. siječnja 1872., po nalogu bana Kolomana Bedekovića, bio je pročitan kraljev reskript kojim se Sabor raspušta. Kao razlog tome kralj je naveo "Rujanski manifest" Narodne stranke: 
Bedeković i Šuhaj odstupili su s dužnosti 12. veljače 1872., a banskim namjesnikom postao je Antun Vakanović, do izbora Mažuranića za bana 1873. godine.

### Kabinet
- podban i odjelni predstojnik za unutarnje poslove: Mirko Šuhaj (do 3. listopada 1871.), Antun Vakanović
- odjelni predstojnik za bogoštovlje i nastavu: Pavao Muhić
- odjelni predstojnik za pravosuđe: Makso Priča

## Kasniji život
Bedeković je 1876. imenovan hrvatskim ministrom u budimpeštanskoj vladi te je taj položaj držao sve do smrti, 1889.